# マンゾクグローバルメディア
有限会社マンゾクグローバルメディア（英: Manzoku Global Media Ltd.）は、愛知県名古屋市に本社を置き、アダルトグッズ通信販売ウェブサイトのM-ZAKKA（エムザッカ、旧MAN-ZOKUマンゾクショッピング）を運営する日本の企業である。

## 沿革
以下の内容は、会社概要に基く。
- 2005年6月 東京都新宿区大久保二丁目2番7号にて有限会社マンゾクグローバルメディアが設立される。
- 2005年8月 成人向けの通販サイト「man-zoku select」のサービスを開始する。
- 2011年10月 「man-zoku select」を「MAN-ZOKUショッピング」と名称変更し、リニューアルを行う。
- 2017年3月 本店所在地を愛知県名古屋市中村区名駅南2丁目3番34号 へと移転する。
- 2018年6月 「MAN-ZOKUショッピング」のURLを　https://mzakka.com　に変更する。
- 2018年10月 サイト名称を「M-ZAKKA（エムザッカ）」に変更する。
- 2019年9月 「PRO-E」シリーズなどの自社オリジナルブランド商品を発売する。

## 事業
通信販売業としてM-ZAKKA（アダルトグッズ通信販売サイト）の運営を行う。
また、リーレ株式会社が運営するパラダイステレビでのアダルトグッズのテレビ通販番組「スキモノラボ」への提供および販売業務を行う。
製造販売業として「PRO-E」シリーズをはじめとするオリジナルグッズの企画、製造販売を行う。